# Goose River, Prince Edward Island
Goose River är ett vattendrag i Kanada.   Det ligger i provinsen Prince Edward Island, i den östra delen av landet, 1 000 km öster om huvudstaden Ottawa.
Runt Goose River är det mycket glesbefolkat, med 6 invånare per kvadratkilometer.